# Dick Richards (football)
Richard « Dick » William Richards (14 février 1890, - 27 janvier 1934) est un joueur de football gallois. Richards est né à Glyncorrwg et joue comme amateur pour Bronygarth, Chirk et Oswestry United. Il devient ensuite professionnel et joue pour les équipes anglaises Wolverhampton Wanderers, West Ham United et Fulham.

## Biographie
Pendant son époque aux Wolves, Richards joue 88 matchs de championnat marquant 22 buts. Il obtient cinq fois la chance de jouer pour l'équipe nationale du Pays de Galles alors qu'il est aux Wolves. Il marque un but lors de la victoire 2-1 sur l'Angleterre lors d'une rencontre comptant pour le British Home Championship 1920.
Il rejoint West Ham United en 1922 et réalise 43 matchs de championnat pour le club. Il fait aussi 10 matchs de coupe nationale, et notamment la finale de la Coupe d'Angleterre de football 1923 perdue contre les Bolton Wanderers.
Richards quitte West Ham pour Fulham en 1924 et joue 24 matchs pour le club de l'Ouest de Londres, marquant deux fois. Il retourne ensuite jouer au Pays de Galles à Mold, où il joue 9 rencontres, et Colwyn Bay United, où il finit sa carrière. Il travaille ensuite pour une compagnie d'électricité à Cheshire. Il meurt à l'âge de 43 ans des suites d'une blessure au dos alors qu'il travaille.